# Лоренс (Канзас)

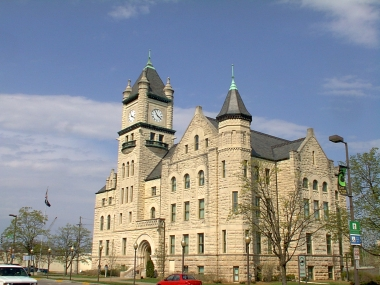
Мэрия Дугласа

Ло́ренс (англ. Lawrence) — шестой по величине город штата Канзас, столица округа Дуглас. Находится на северо-востоке штата в 40 км к востоку от города Топика и в 66 км к западу от Канзас-Сити. Расположен на берегах рек Канзас и Уакаруса. По результатам переписи 2010 года население города составляет 87 643 человека. В городе находится Университет Канзаса и Университет индейских племён «Хаскелл».
Журнал «U.S. News & World Report» назвал Лоренс одним из лучших мест для пенсионеров, а журнал «Parents & Colleges» включил его в десятку лучших университетских городов.